# Clorură de cupru (I)
Clorura de cupru (I) este o sare a cuprului cu acidului clorhidric cu formula chimică CuCl.